# Filippo Napoletano

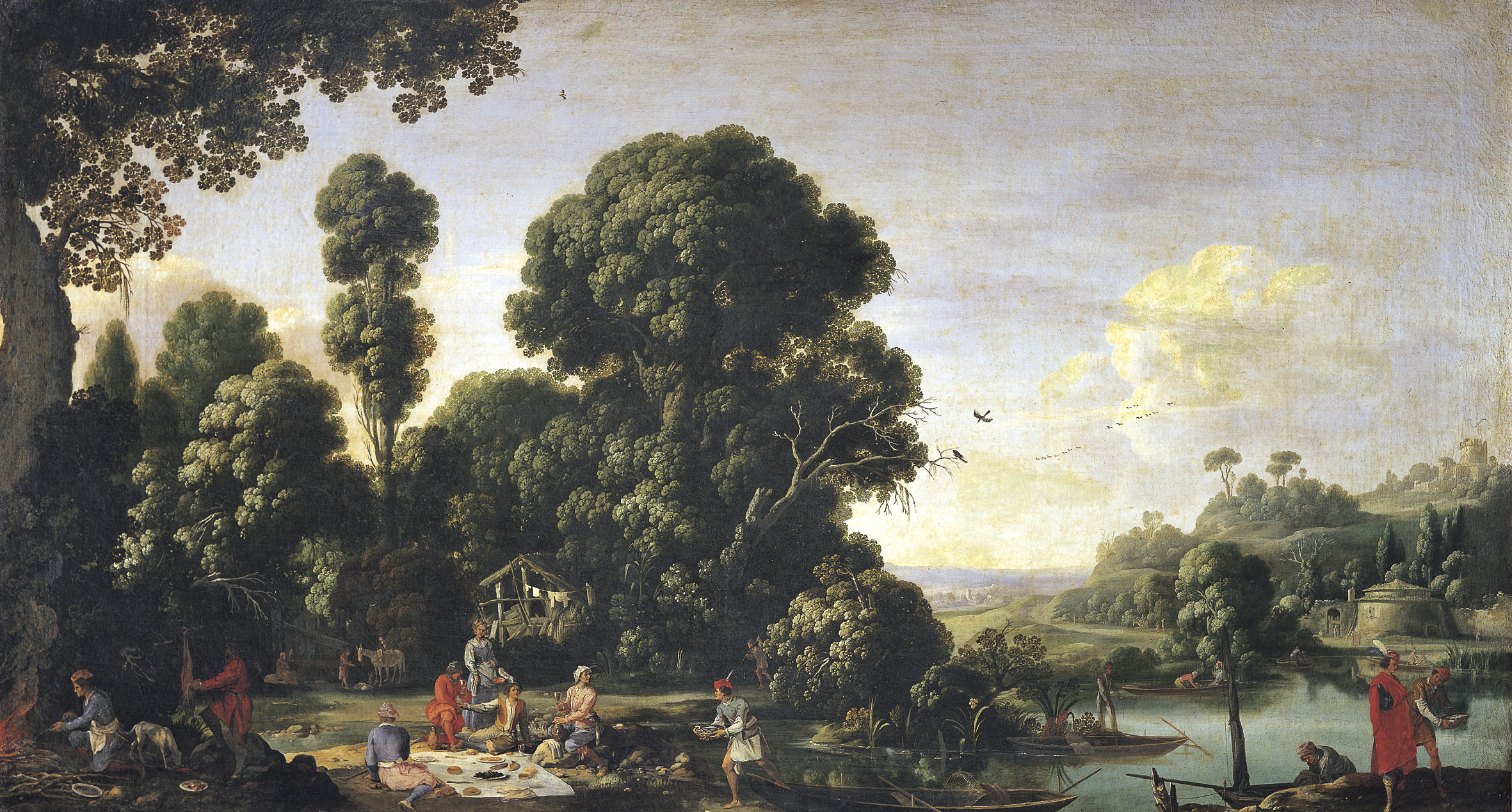
„Picknick“ – Napoletano 1619

Filippo Napoletano, eigentlich Filippo d’Angeli (* um 1587 in Rom; † 1629 ebenda), war ein italienischer Maler des 17. Jahrhunderts, der Schlachten, Seestücke und Landschaften in einer realistischen Art malte. Er wird teilweise mit Filippo Teodoro di Liagno gleichgesetzt, der ebenfalls als Napoletano bezeichnet wurde, aber eigentlich von spanischer Herkunft ist.

## Leben
Napoletano war der Sohn eines Malers, der zunächst für Papst Sixtus V. in Rom und später für Kardinal Pallotta in Neapel tätig war. Nach dem Tod seines Vaters arbeitete er in Rom, Florenz und Neapel. Er war von dem Maler Adam Elsheimer beeinflusst und nahm durch seine üppige Figurenmalerei die Gestaltung der späteren „Bamboccianti“, der italienischen Genremalerei, vorweg. Von 1617 bis 1621 war er am Florentiner Hof für den Großherzog der Toskana, Cosimo II. de’ Medici tätig. Danach ging er über Rom nach Neapel, von wo er gesundheitlich angeschlagen wieder nach Rom wechselte und dort starb. In Rom fertigte er in mehreren Villen und Palästen Malereien an, so beispielsweise einige große Landschaftsdarstellungen in Fresko im Palazzo Bentivoglio oder Marinebilder im Palazzo Barberini. In den Ulfizien zu Florenz gab es ein datiertes Selbstbildnis mit der Seiner Signatur Filippo d’Angeli Romano 24 Novenbre 1622. Eine genrehafte Darstellung der Satyr und der Bauer im Louvre wurde ihm ebenso zugeschrieben wie ein Reitergefecht in der Galerie zu Schleißheim und einige Studien zu Schlachtenbildern in der Albertina in Wien.